# Liste von Löwenbrunnen
Ein Löwenbrunnen ist allgemein ein meist sehr kunstvoll aus Sandstein, Marmor, Holz, Bronze oder kombiniert gestalteter Tier- oder Wappenmotiv-Brunnen als Laufbrunnen mit einer Löwendarstellung. Dabei kann oder können die Löwenfigur(en) als Wasserauslass, als Träger der Brunnenschale oder beidem dienen (Iraklio). Der Löwe kann auch lediglich als Darstellung seiner selbst ohne Brunnenfunktion liegend, sitzend, stehend als Säule oder Säulenabschluss, als Wandkopf oder Wandrelief am Brunnen angebracht sein. Er war stets ein beliebtes Motiv, weswegen sich eine Vielzahl der unterschiedlichsten Löwenbrunnen in den Städten vieler Länder befindet. Der einfachste Löwenbrunnen seiner Art ist ein Wandbrunnen mit Auffangbecken ähnlich einem größeren Waschbecken und Löwenrelief darüber oder integriert als Wasserauslass, der aufwändigste und berühmteste ist der Löwenbrunnen der Alhambra aus Marmor mit einer von zwölf Löwen getragenen Brunnenschale (span. „Fuente de los Leones“) im Löwenhof (span. „Patio de los Leones“) der Alhambra zu Granada, Spanien, aus dem 15. Jahrhundert. Die Löwen repräsentieren die zwölf Tierkreiszeichen.

## Auswahl von Löwenbrunnen

### Deutschland
| Bezeichnung                               | Bild           | Standort                                                                                    | Künstler                | Errichtung Einweihung | Weitere Informationen |
| ----------------------------------------- | -------------- | ------------------------------------------------------------------------------------------- | ----------------------- | --------------------- | --- |
| Marktbrunnen                              | weitere Bilder | Bad Bergzabern, Marktplatz (Lage)                                                           |                         |                       | |
| Schlossbrunnen                            |                | Bad Bergzabern, Schlosshof (Lage)                                                           |                         | 1578                  | |
| Weinbrunnen                               | weitere Bilder | Bad Bergzabern (Lage)                                                                       | Gernot Rumpf            | 1977                  | Lamm, Affe, Löwe und Schwein symbolisieren die vier Zustände des Weingenusses |
| Rathausbrunnen                            | weitere Bilder | Bad Langensalza, Rathausstraße (Lage)                                                       |                         | 1583                  | |
| Goethebrunnen (Bensheim)                  | weitere Bilder | Bensheim (Lage)                                                                             |                         |                       | als Wandbrunnen mit zwei Löwenköpfen |
| Löwenbrunnen                              |                | Bergisch Gladbach (Lage)                                                                    | Adolf von Hildebrand    | 1900                  | |
| Löwenbrunnen Schloss Glienicke            | weitere Bilder | Berlin, Schloss Glienicke (Lage)                                                            |                         |                       | |
| Löwenbrunnen Wasserturm Pankow            | weitere Bilder | Berlin-Pankow, Prenzlauer Berg, Knaackstraße 25, (Lage)                                     | Stephan Horota          | 2007                  | |
| Braunschweiger Löwenbrunnen               | weitere Bilder | Braunschweig, nördlicher Vorplatz der Katharinenkirche (Lage)                               |                         |                       | |
| Löwenbrunnen (Burghausen)                 | weitere Bilder | Burghausen (Lage)                                                                           |                         |                       | Siehe auch Liste der Baudenkmäler in Burghausen#Burghausen |
| Löwenbrunnen (Darmstadt, Stadtkirchplatz) | weitere Bilder | Darmstadt, Stadtkirchplatz (Lage)                                                           | Franz Harres            | 1835                  | mit liegendem Löwen auf der Brunnenbasis |
| Löwenbrunnen (Darmstadt, Mathildenplatz)  | weitere Bilder | Darmstadt, Mathildenplatz (Lage)                                                            | Franz Heger             | 1824                  | mit liegendem Löwen auf der mittleren Ebene |
| Löwenbrunnen (Dinkelsbühl)                | weitere Bilder | Dinkelsbühl, am Altrathausplatz (Lage)                                                      |                         |                       | mit sitzendem, Schild haltendem Löwen auf der Brunnensäule in achteckigem Becken |
| Löwenbrunnen (Eberswalde)                 | weitere Bilder | Eberswalde, am historischen Marktplatz (Lage)                                               |                         |                       | mit liegendem, seitlich Wasser speiendem Löwen |
| Löwenbrunnen (Esslingen am Neckar)        | weitere Bilder | Esslingen am Neckar, Marktplatz (Lage)                                                      |                         |                       | |
| Löwenbrunnen (Forst (Lausitz))            | weitere Bilder | Forst (Lausitz), im Rosengarten Forst (Lage)                                                |                         |                       | |
| Löwenbrunnen (Freiburg im Breisgau)       | weitere Bilder | Freiburg im Breisgau, Schusterstraße (Lage)                                                 |                         |                       | Inschrift: „Zur 875-Jahr-Feier hat die Stadt Freiburg den Löwenbrunnen neu errichtet. Den Brunnenstock stiftete die Firma Leder-Rees 1995“                                                           |
| Löwenbrunnen vor der Alten Universität    | weitere Bilder | Heidelberg, Universitätsplatz (Lage)                                                        |                         |                       | mit Schwert und Krone tragendem Löwen auf der Brunnensäule |
| Löwenbrunnen (Heppenheim)                 | weitere Bilder | Heppenheim (Lage)                                                                           |                         |                       | |
| Löwenbrunnen (Hohenschwangau)             | weitere Bilder | Hohenschwangau (Ortsteil von Schwangau), im Garten von Schloss Hohenschwangau (Lage)        |                         |                       | mit vier die Brunnenschale tragenden Bronzelöwen (Fontänenbrunnen, Schlossgarten) |
| Marktbrunnen (Horb am Neckar)             | weitere Bilder | Horb am Neckar, bei Marktplatz 22 (Lage)                                                    |                         |                       | als Renaissancebrunnen aus Sandstein mit stehendem Löwen, Wappenschild der Hohenberger links und Schwert rechts haltend; siehe auch Liste der Kulturdenkmale in Horb am Neckar#Gesamtanlage Altstadt |
| Löwenbrunnen (Idstein)                    |                | Idstein, König-Adolf-Platz (Lage)                                                           | Carl Wilhelm Bierbrauer | 1937                  | mit aufgerichtetem goldenem Löwen auf sechsseitiger Brunnensäule in sechsseitiger Brunnenschale (Altstadt)                                                                                           |
| Marktbrunnen                              | weitere Bilder | Kaiserslautern (Lage)                                                                       |                         |                       | mit runder, von vier Löwen auf Sockel getragenen Hauptschale und Oberschale |
| Löwenbrunnen                              |                | Kallstadt (Lage)                                                                            | 18. Jahrhundert         |                       | Brunnenpfeiler des 18. Jahrhunderts, Sandsteintrog bezeichnet 1839 |
| Geschichtliche Momente der Stadt Landau   | weitere Bilder | Landau in der Pfalz, Altes Kaufhaus, Katharinenkapelle (Lage)                               | Hubertus von Pilgrim    | 1991                  | |
| Rathausbrunnen                            |                | Landau in der Pfalz, Rathausplatz (Lage)                                                    |                         |                       | auch Löwenbrunnen genannt |
| Löwenbrunnen                              | weitere Bilder | Maria Laach                                                                                 |                         |                       | mit vier die Schale tragenden Löwen im Paradieshof |
| Löwenbrunnen (Leipzig)                    | weitere Bilder | Leipzig, am Naschmarkt (Lage)                                                               |                         |                       | |
| Löwenbrunnen (München)                    | weitere Bilder | München, Altstadt, am Marstallplatz (Lage)                                                  |                         |                       | Siehe auch Liste der Baudenkmäler in der Münchner Altstadt |
| Löwenbrunnen mit Löwensäule               | weitere Bilder | Neckarsulm                                                                                  |                         |                       | mit Kreuzgeometrie, Löwensäule und Deutschordenswappen (Original von 1484) |
| Marktbrunnen                              | weitere Bilder | Neuleiningen, Mittelgasse (Lage)                                                            |                         | 1782                  | Löwenskulptur ist eine Replik, das Original befindet sich im örtlichen Rathaus |
|                                           |                | Oberkirch (Baden)                                                                           |                         |                       | mit stehendem, Wappenschild haltendem Löwen als Brunnenabschluss auf der Brunnensäule, beides aus Holz (Original von 1570)                                                                           |
| Akademiebrunnen oder Löwenbrunnen         | weitere Bilder | Stuttgart, zwischen der Ostfassade des Neuen Schlosses und der Konrad-Adenauer-Allee (Lage) |                         |                       | |
| Löwenbrunnen (Sulzbach-Rosenberg)         | weitere Bilder | Sulzbach-Rosenberg, Luitpoldplatz (Lage)                                                    |                         |                       | mit stehendem, Schild haltendem Löwen als Brunnenabschluss auf der Brunnensäule |
| Löwenbrunnen (Ulm)                        | weitere Bilder | Ulm, Münsterplatz (Lage)                                                                    |                         |                       | |
| Löwenbrunnen (Weimar)                     | weitere Bilder | Weimar, Graben 6 (Lage)                                                                     |                         |                       | mit aufrechtstehendem, Schild haltendem und bekröntem Löwen auf der Brunnensäule in konischem Becken (Stein)                                                                                         |

### Weitere
| Bezeichnung                      | Bild           | Standort                                                                  | Staat        | Künstler          | Errichtung Einweihung | Weitere Informationen                                                                                           |
| -------------------------------- | -------------- | ------------------------------------------------------------------------- | ------------ | ----------------- | --------------------- | --- |
|                                  |                | Budapest                                                                  | Ungarn       |                   |                       | mit liegendem, nach vorne Wasser speiendem Löwen                                                                |
| Löwenbrunnen in der Alhambra     | weitere Bilder | Granada, Alhambra, Löwenhof                                               | Spanien      |                   |                       | |
|                                  |                | Iraklio, Kreta                                                            | Griechenland |                   |                       | mit vier die obere Schale tragenden sitzenden Löwen als Wasserspender in ein achtfaches Rosettenbecken (Marmor) |
| Löwenbrunnen                     | weitere Bilder | Luzern, Bahnhofstrasse (Lage)                                             | Schweiz      |                   |                       | |
| Löwenbrunnen (Lwówek Śląski)     |                | Lwówek Śląski                                                             | Polen        |                   |                       | |
|                                  |                | Posen, im Schlosshof                                                      | Polen        |                   |                       | acht Löwen tragen die runde Brunnenschale mit Oberschale (20. Jahrhundert)                                      |
| Löwenkopfbrunnen in Spili, Kreta |                | Spili, Kreta                                                              | Griechenland |                   |                       | Wandbrunnen mit mehr als 20 Löwenköpfen und langem Trogbecken                                                   |
| Löwenkopfbrunnen                 | weitere Bilder | Salzburg, Ferdinand-Hanusch-Platz 4, an der Hausmauer des Gebäudes (Lage) | Österreich   |                   | 1926                  | Die Löwenkopf-Figur stammt vermutlich aus dem Jahr 1647.                                                        |
|                                  |                | Tulln                                                                     | Österreich   |                   |                       | mit liegendem Löwen, der Wasser in die vor ihm stehende Schale speit                                            |
|                                  |                | Venedig, nahe dem Markusdom (Basilica di San Marco)                       | Italien      |                   |                       | aus Marmor |
| Löwenbrunnen                     | weitere Bilder | Zürich, Stadtteil Wiedikon (Lage)                                         | Schweiz      | Daniele Trebucchi | 1993                  | |